# Pilczyca (gromada)
Pilczyca – dawna gromada, czyli najmniejsza jednostka podziału terytorialnego Polskiej Rzeczypospolitej Ludowej w latach 1954–1972.
Gromady, z gromadzkimi radami narodowymi (GRN) jako organami władzy najniższego stopnia na wsi, funkcjonowały od reformy reorganizującej administrację wiejską przeprowadzonej jesienią 1954 do momentu ich zniesienia z dniem 1 stycznia 1973, tym samym wypierając organizację gminną w latach 1954–1972.
Gromadę Pilczyca z siedzibą GRN w Pilczycy utworzono – jako jedną z 8759 gromad na obszarze Polski – w powiecie koneckim w woj. kieleckim, na mocy uchwały nr 13d/54 WRN w Kielcach z dnia 29 września 1954. W skład jednostki weszły obszary dotychczasowych gromad Olszówka, Pilczyca, Piaski, Rytlów, Skąpe i Zaostrów oraz wieś Ruda Pilczycka z dotychczasowej gromady Ruda Pilczycka ze zniesionej gminy Pijanów w tymże powiecie. Dla gromady ustalono 21 członków gromadzkiej rady narodowej.
29 lutego 1956 do gromady Pilczyca przyłączono oddziały Nr Nr 148–151, 154–156 i 211–215 nadleśnictwa Ruda Maleniecka z gromady Słupia oraz oddziały Nr Nr 131–132, 134–136 i 144–146 nadleśnictwa Ruda Maleniecka z gromady Jakimowice w tymże powiecie.
Gromada przetrwała do końca 1972 roku, czyli do kolejnej reformy gminnej.